# Annihilation (film)
Pour les articles homonymes, voir Annihilation.
Pour plus de détails, voir Fiche technique et Distribution.
Annihilation est un film de science-fiction et horreur américano-britannique écrit et réalisé par Alex Garland, sorti en 2018.
Lena, biologiste et ancienne militaire, participe à une mission d'exploration destinée à comprendre ce qui est arrivé à son mari dans une zone où un mystérieux et sinistre phénomène se propage le long des côtes américaines. Une fois sur place, les membres de l’expédition découvrent que paysages et créatures ont subi des mutations, et malgré la beauté des lieux, le danger règne et menace leur vie, mais aussi leur intégrité mentale.

## Sources du film
Il s'agit de l'adaptation du roman du même nom de Jeff VanderMeer (2014).

## Synopsis
Dans la « Zone X », une installation militaire de la côte Sud des États-Unis, Lena, professeure en biologie cellulaire et ancienne soldate, est placée en quarantaine. Elle fait un débriefing sur une mission de quatre mois dans un champ électromagnétique iridescent appelé le Miroitement, dont elle et son mari Kane sont les seuls survivants.
Dans un flashback, on apprend que Kane, un soldat des forces spéciales, est revenu chez lui après avoir été porté disparu en mission pendant près d'un an. Il ne se souvient d'aucun détail de cette période, mais son état de santé se dégrade soudainement. Des soldats de la sécurité gouvernementale interceptent l'ambulance de Kane, et le transportent avec Lena dans la Zone X, près de laquelle le Miroitement a commencé à s'étendre trois ans auparavant. Le Dr Ventress, une psychologue, explique que des troupes (dont Kane faisait partie) ont été déployées dans ce Miroitement pour tenter d'atteindre un phare, point d'origine du phénomène, et Kane est le seul à en être revenu. Lena se porte volontaire pour se joindre à Ventress dans une expédition scientifique, et sont rejointes par Josie et Cassie, deux scientifiques, et Anya, un médecin.
Une fois dans le Miroitement, leur GPS ne fonctionne plus, et les soldates se rendent compte qu'elles perdent la notion du temps (un court bivouac a en réalité duré quatre jours). Plus tard, en fouillant une maison au bord de l'eau, un alligator mutant attaque Josie. Les autres réussissent à la sauver, et en étudiant la carcasse de l'animal, se rendent compte qu'il porte des signes d'hybridation avec un requin. Dans une base militaire abandonnée, l'équipe découvre des preuves du passage de l'expédition de Kane, ainsi qu'une carte mémoire. Dans la vidéo qu'elle contient, on y voit Kane éventrer l'un de ses coéquipiers, montrant que ses intestins bougent comme des vers. Cette nuit-là, la clôture de la base est forcée, poussant les soldates à investiguer. Soudainement, un ours mutant attaque Cassie et l'emporte avec lui. Le lendemain matin, l'équipe retrouve une de ses bottes. Lena continue ses recherches seule, découvre plus loin le cadavre mutilé de Cassie, et retourne à son équipe leur annoncer la nouvelle.
En continuant à avancer vers le phare, l'équipe trouve une maison abandonnée, avec des plantes fleuries à forme humaine dans le jardin. Josie en déduit que le Miroitement agit sur les organismes comme un prisme, déformant et réfractant l'ADN, de la même façon qu'un prisme réfracte la lumière. Les membres de l'expédition commencent également à remarquer des changements sur elles-mêmes. Ce soir-là, Anya, supportant de moins en moins la situation, finit par craquer, attaque Lena, puis attache les autres membres à des chaises. Alors qu'elle les menace, Anya entend Cassie appeler à l'aide dehors, et sort précipitamment, mais un rugissement se fait entendre : c'est en réalité l'ours mutant, capable d'imiter les cris d'agonie de Cassie. Il est sur le point de tuer les soldates attachées, mais Anya, blessée, lui tire dessus. L'ours la charge et la tue, puis est finalement abattu par Josie, avant qu'il ne s'attaque à Lena.
Le lendemain, Ventress quitte Lena et Josie pour terminer l'expédition seule, tant qu'elle en a encore la force. Josie dit alors ne pas vouloir poursuivre, et des fleurs commencent à pousser sur son corps. Elle s'éloigne de Lena et finit par disparaître au milieu de la forêt de plantes à forme humaine. Au bord d'une plage parsemée de structures cristallines, Lena atteint le phare, et y trouve à l'intérieur un corps calciné, une caméra sur un trépied et un trou dans le sol. La vidéo enregistrée montre Kane pestant contre les effets du Miroitement sur son corps. Il supplie le cameraman de retrouver Lena et se suicide avec une grenade au phosphore, et un doppelgänger de Kane apparaît dans le champ de la caméra.
Lena descend dans le trou et y retrouve Ventress qui a également commencé à muter. Cette dernière dit à Lena que les forces en présence engloberont tout, avant de se désintégrer en une boule lumineuse, qui absorbe une goutte de sang de Lena qui perlait de son visage et crée ainsi un être humanoïde irisé. Lena tente de fuir le phare, mais l'humanoïde l'en empêche, copiant le moindre de ses mouvements. Lena s'évanouit, aussitôt imitée par la créature. En se réveillant, Lena remarque le caractère mimétique de la créature, et réussit à la tromper en lui donnant une grenade à tenir dans la main. Alors que la créature prend progressivement les traits de Lena, cette dernière active la grenade et s'enfuit, le doppelgänger reprend sa forme mais ne la poursuit pas. Ce dernier s'enflamme, le feu se propage au phare, les structures cristallines à l'extérieur s'effondrent, et le Miroitement disparaît totalement.
Lena est ramenée à la Zone X où elle fait son débriefing sur le Miroitement devant d'autres médecins. Elle admet avoir attaqué le Miroitement, mais que ça ne l'a pas détruit, et que cela créait quelque chose de nouveau, sans savoir exactement quoi. À sa demande, elle est amenée auprès de son mari, qui a rapidement récupéré après la disparition du Miroitement. Elle lui demande s'il est Kane, ce à quoi il répond qu'il ne pense pas que ce soit le cas. Il lui retourne la question, mais Lena ne répond pas. Les deux se prennent dans les bras, et leurs yeux changent alors de couleur, les mêmes que celles du Miroitement.

## Fiche technique
Sauf indication contraire, les informations mentionnées dans cette section peuvent être confirmées par la base de données cinématographiques IMDb,  présente dans la section « Liens externes ».
- Titre original et français : Annihilation
- Réalisation et scénario : Alex Garland, d'après le roman du même nom de Jeff VanderMeer
- Décors : Mark Digby
- Costumes : Sammy Sheldon
- Photographie : Rob Hardy (en)
- Montage : Barney Pilling (en)
- Musique : Geoff Barrow et Ben Salisbury (en)
- Chorégraphie : Bobbi Jene Smith
- Production : Andrew Macdonald et Allon Reich ; Jo Burn, Eli Bush, David Ellison, Dana Goldberg, Don Granger et Scott Rudin (délégués)
- Sociétés de production : Skydance Productions ; DNA Films et Scott Rudin Productions (coproductions)
- Société de distribution : Paramount Pictures et Netflix (États-Unis)
- Pays d'origine :  États-Unis /  Royaume-Uni
- Langue originale : anglais
- Format : couleur - 35 mm - 2;39:1 - Dolby Digital
- Genre : science-fiction
- Durée : 115 minutes
- Dates de sortie : 
  - États-Unis, Québec[2] : 23 février 2018 (en salles)
  - France, Royaume-Uni  : 12 mars 2018 sur Netflix

## Distribution
- Natalie Portman (VF : Sylvie Jacob ; VQ : Aline Pinsonneault) : Lena
- Jennifer Jason Leigh (VF : Marie-Laure Dougnac ; VQ : Catherine Proulx-Lemay) : docteur Ventress
- Gina Rodriguez (VF : Claire Morin ; VQ : Annie Girard) : Anya Thorensen
- Tessa Thompson (VF : Fily Keita ; VQ : Marie-Evelyne Lessard) : Josie Radek
- Tuva Novotny (VF : Barbara Kelsch ; VQ : Mélanie Laberge) : Cass Sheppard
- Oscar Isaac (VF : Axel Kiener ; VQ : Nicolas Charbonneaux-Collombet) : Kane
- Benedict Wong (VF : Paul Borne ; VQ : Tristan Harvey) : Lomax
- Sonoya Mizuno : Katie, étudiante en médecine / Humanoïde
- David Gyasi (VF : Christophe Peyroux) : Daniel
- John Schwab : Ambulancier
- Sammy Hayman : Mayer
- Josh Danford : Shelley
- Kristen McGarrity : Double de Lena

 Source et légende : version française (VF) sur RS Doublage ; version québécoise (VQ) sur Doublage.qc.ca

## Sortie
Le film est distribué en salles aux États-Unis, au Canada et en Chine par Paramount et diffusé par Netflix pour le reste du monde à partir du 12 mars 2018 en raison des critiques négatives des projections test,. Le film est néanmoins sorti en format physique DVD et Blu-Ray le 13 mars 2019 en France.